# Orocharis cayennensis
Orocharis cayennensis är en insektsart som beskrevs av Henri Saussure 1897. Orocharis cayennensis ingår i släktet Orocharis och familjen syrsor. Inga underarter finns listade i Catalogue of Life.